# 桑名江
桑名江（くわなごう）は、南北朝時代に作られたとされる日本刀（打刀）である。日本の重要文化財に指定されており、京都国立博物館が所蔵している。桑名郷とも呼ばれる。

## 概要
南北朝時代の刀工・郷義弘により作られた刀である。郷義弘は越中国新川郡松倉郷（富山県魚津市）に住んでいたことから、郷、もしくは読み替えて同音の江と称されている。相州正宗の流れを汲む正宗十哲の一人とされ、『享保名物帳』では相州正宗、粟田口吉光と並んで名物三作と呼ばれるほど評価が高い刀工であるが、一方で義弘による在銘の刀は皆無であり、本阿弥家が義弘の刀と極めたものか伝承により義弘の刀と言われているもの以外、滅多に義弘の刀を見ないことをもじって「郷とお化けは見たことがない」ともいわれる。
桑名江の名前の由来は、指表に伊勢国桑名藩の藩主である 本多美濃守の所持品である旨を金象嵌で記していることに由来し、併せて指裏（さしうら）には本阿弥光徳がこの太刀を短く磨り上げたことを記されている。
本多美濃守こと本多忠政が鷹狩に出かけた先の民家で休憩したときに、その家の家宝として神棚に祀られていたのを気に入り、懇請して譲り受けた。この刀を本阿弥光徳が鑑定して義弘作と認めたため金象嵌銘を入れ、埋忠明寿によって磨り上げが行われた。史実なら家督を継いだ1607年から姫路藩に転封となった1617年までに入手したことになる。
本作と同様に、義弘の刀に本阿弥光徳が金象嵌銘を入れたものとしては名物稲葉江があるが、稲葉江の金象嵌銘には「本阿弥磨上之」（ほんあみこれをすりあぐ）とあり、光徳が磨上げを行ったことが明示されている。他に、焼失した刀（埋忠押形集所収）で、「義弘 磨上之 本阿（花押） 本多上野介所持」という金象嵌銘のあるものが存在したことも知られている。一方、桑名江の金象嵌銘には「磨上之」の文言がない。以上のことから、佐野美術館の渡邉妙子は、桑名江の場合は、すでに磨上げられていた刀に光徳が鑑定銘を入れたものとみられる、としている。

## 刀身
刃長は69.3センチメートル、反りは2.0センチメートル。造り込みは鎬造、庵棟。地鉄は小板目に柾が交じり、底に杢目肌が見え、上半には淡く湯走りがかかる。刃文は広直刃（ひろすぐは）調で、太目の丁子足が入り、小沸（こにえ）厚くつき、金筋（きんすじ）、稲妻入る。帽子は焼き深く「一枚」風となり、丸く返る。茎（なかご）は大磨上げ（おおすりあげ）、茎先は剣形、鑢目は切（水平）、目釘孔は1つ。指裏
に「義弘 本阿（花押）」、指表に「本多美濃守所持」の金象嵌銘（本阿弥光徳による鑑定銘）がある。